# Renate Ewert
Renate Ewert (* 9. November 1933 in Königsberg; † 4. Dezember 1966 in München) war eine deutsche Filmschauspielerin.

## Leben
Ihr Vater war ein angesehener Getreidehändler, ihre Mutter stammte aus Polen. Während des Zweiten Weltkrieges flohen die Eltern mit den Kindern aus Königsberg und siedelten sich in Hamburg an. Dort nahm Ewert erfolgreich am Schauspielseminar von Ida Ehre teil.
Nach Auftritten an der Kleinen Komödie Hamburg und am Theater am Besenbinderhof kam sie als Synchronsprecherin in Kontakt zur Filmbranche. 1955 besetzte Paul May die damals 20-Jährige in der Rolle der Barbara Bruks in 08/15 in der Heimat, dem dritten Teil der 08/15-Trilogie.
Von nun an trat sie in vielen Nachkriegsfilmen auf, darunter im zweiten Edgar-Wallace-Film Der rote Kreis (1960). Auch die Boulevardpresse beschäftigte sich mit ihr und ihren Beziehungen zu Prominenz und Schauspielern, wie etwa Paul Hubschmid, Hans-Hermann Weyer, Günter Pfitzmann, Gunther Philipp und Franz Marischka. 1963 schien sich eine internationale Karriere anzubahnen, als sie in mehreren ausländischen Produktionen wie Angelique auftrat. Dennoch wurden die Rollen spärlicher, was vermutlich auch auf die später festgestellte Tablettensucht zurückzuführen war.
Am 10. Dezember 1966 wurde Ewert von Susanne Cramer, einer Freundin, die inzwischen in den USA lebte und sie besuchen wollte, tot in ihrer Münchener Wohnung gefunden. Sie war nach offiziellen Angaben bereits mehrere Tage zuvor infolge von Tabletten- und Alkoholmissbrauch gestorben, während Cramer allerdings annahm, dass sie verhungert sei. Ihr Vater Paul Ewert, der auf eine Feststellung der Todesursache und des Todesdatums durch eine Autopsie bestanden hatte, nahm sich 1967 mit Schlaftabletten das Leben, ihre Mutter Helene beging 1969 Suizid. Susanne Cramer starb ebenfalls 1969. Die Urnengrabstätte von Ewert und ihren Eltern befand sich auf dem Hamburger Friedhof Ohlsdorf (Grabnummer AA19 (195)). Sie wurde mittlerweile aufgelassen.

## Filmografie
- 1955: 08/15 in der Heimat
- 1956: IA in Oberbayern
- 1956: Lumpazivagabundus
- 1957: Die verpfuschte Hochzeitsnacht
- 1957: Der Adler vom Velsatal
- 1957: Der müde Theodor
- 1957: Von allen geliebt
- 1957: Junger Mann, der alles kann
- 1957: Nachts im Grünen Kakadu
- 1958: Mikosch, der Stolz der Kompanie
- 1958: Liebe kann wie Gift sein
- 1958: Der Mann, der nicht nein sagen konnte
- 1958: Gräfin Mariza
- 1959: Mikosch im Geheimdienst
- 1959: Auf euren Hochmut werde ich spucken (J'irai cracher sur vos tombes)
- 1959: Immer die Mädchen
- 1959: Das blaue Meer und Du
- 1959: Mein Schatz, komm mit ans blaue Meer
- 1960: Der rote Kreis
- 1960: Schlagerparade 1960
- 1960: Der wahre Jakob
- 1960: Das Rätsel der grünen Spinne
- 1961: Schlagerparade 1961
- 1961: Immer Ärger mit dem Bett
- 1962: So toll wie anno dazumal
- 1962: Axel Munthe – Der Arzt von San Michele
- 1963: Gangster, Gold und flotte Mädchen (L’appartement des filles)
- 1963: Der Boss hat sich was ausgedacht (Échappement libre)
- 1964: Angélique (Angélique, marquise des anges)
- 1965: Hotel der toten Gäste
- 1965: Die Katze im Sack (Fernsehfilm)
- 1965: John Klings Abenteuer (Fernsehserie, Folge: „Blüten“)
- 1966: Agent 505 – Todesfalle Beirut